# Арсеније Бока
Јеромонах Арсеније (рођ. Зиан Бока; 29. октобар 1910, село Ваца де Сус, округ Хунедоара, Румунија — 28. новембар 1989, Синај, Румунија) — јеромонах Румунске православне цркве, теолог и иконописац.
Био је исповедник, ректор, градитељ и први становник манастира Бринковиану, који је био празан више од сто година, званог и Симбета де Сус; касније пресељен у манастир Прислоп. За живота га је прогонила Секуритатеа, био је један од затвореника логора комунистичког режима у Румунији.

## Биографија
Рођен у сељачкој породици Јосифа и Кристине Боке. Родитељи су били дубоко религиозни људи. На крштењу, будући јеромонах је добио име Зиан. Године 1929. завршио је са одликом Православни лицеј „Аврам Јанку“ у Браду. Године 1929-1933. студирао на Богословском институту у Сибињу, где је важио за једног од најдаровитијих студената. Током овог периода открио је таленат уметника. Године 1933. послао га је митрополит Николај (Белан) у Букурешт да настави школовање на Институту лепих уметности. У Букурешту похађа и курс анатомије и предавања о хришћанском мистицизму код чувеног професора Никифора Крајника. Заједно са свештеником Думитру Станилоаеом, укључен је у превод на румунски језик збирке „Филокалија“, а такође је илустратор четири тома ове збирке која је објављена у Сибиуу.

### Преузимање дужности
Према документима Архиепископије сибињске, рукоположен је у чтеца и ипођакона септембра 1935. године, исте године је замонашен у јерођакона. Године 1939. посећује румунски Продромски скит на Светој Гори, где проводи три месеца, посвећујући све време молитви и строгом 40-дневном посту. По повратку у Румунију подвизавао се у манастиру Симбета де Сус.
3. маја 1940. године примио је монашки постриг са именом Арсеније. 10. априла 1942. године примио је свештенство и постављен за настојатеља манастира Симбета де Сус, који је био празан преко сто година. Док се манастир обнављао из рушевина, отац Арсеније је живео у малој келији уклесаној у стени. У најкраћем могућем року успео је не само да у потпуности оживи живот светог манастира, већ и да створи широк покрет за духовни препород. Године 1944. отац Арсеније посећује Кишињев (Бесарабија), где изучава црквено сликарство и технику позлаћења икона. У домовину се вратио у пролеће 1945. године.

### Период прогона и духовне делатности
У мају 1948. ухапшен је и мучен од стране Секуритате. Неосновано оптужен за умешаност у фашистички националистички покрет. 25. новембра 1948. године, по благослову митрополита Николаја Балана, премештен је у манастир Прислоп. Манастир је био у жалосном стању након што су га напустили последњи становници - тројица монаха гркокатоличког обреда. Постављен је за игумана овог манастира. Године 1950. Прислоп постаје женски манастир. Отац Арсеније је изгубио место ректора, док је остао исповедник манастира, а монахиња Замфира је постављена за игумаију. Године 1951. отац Арсеније је поново био у притвору Секуритате. После издржане казне (9 месеци затвора у затворима Окнеле-Мари и Канал), отац Арсеније се враћа у Прислоп. 1959. године, након ликвидације манастира, распуштена је цела његова заједница, укључујући и оца Арсенија. Оцу Арсенију је забрањено служење. Зграда манастира је претворена у старачки дом, који је остао до обнове манастира 1976. године. Године 1961, после дугих лутања, Арсениј Бока се запослио као уметник у Атељеу Патријаршије при манастиру скит монахиња у Букурешту; учествује и у богослужењима, али само као члан хора. 1968. одлази у пензију; почиње да осликава цркву у области Драганеску, којој је посветио 15 година свог живота, настојећи да створи „Сикстинску капелу“ румунског православља.

### Последње године живота и смрти
Преосталих 20 година живота (1969—1989) отац Арсеније проводи под строгим надзором службе безбедности, без права напуштања места становања, у уметничком атељеу и у својој келији у новоосвећеном манастиру на Синају. Ту је и преминуо 28. новембра 1989. године. Сахрањен је 4. децембра 1989. године на гробљу манастира Прислоп. Место његовог сахрањивања од првих дана постало је место ходочашћа десетина хиљада верника из целе Румуније.